# Diego Cháves
Diego Gonzalo Cháves de Miquelerena (Montevideo, 14 febbraio 1986) è un ex calciatore uruguaiano, di ruolo attaccante.

## Carriera

### Club
Durante la sua carriera ha giocato con numerose squadre di club.

## Palmarès

### Club

#### Competizioni nazionali
- Supercoppa del Cile: 1

O'Higgins: 2014
- Primera B Nacional: 1

Arsenal Sarandí: 2018-2019